# Horst Rabe
Horst Rabe (* 19. August 1930 in Hildesheim; † 15. Juni 2022) war ein deutscher Historiker.

## Leben
Horst Rabe wurde als Sohn des Ingenieurs Willy Rabe und dessen Frau Emmy geboren. 1958 wurde er bei Ernst Wolf an der Universität Göttingen mit einer Untersuchung über Naturrecht und Kirche bei Samuel von Pufendorf zum Doktor der Theologie promoviert. Von 1958 bis 1966 arbeitete er als Assistent an der Universität Tübingen, an der er 1966 mit der Untersuchung Der Rat der niederschwäbischen Reichsstädte zum Dr. iur. promoviert wurde und sich mit der Arbeit Reichsbund und Interim für das Fach Geschichte habilitierte. Noch im Jahr 1966 wurde Rabe als Professor für Geschichte an die neu gegründete Universität Konstanz berufen, an der er bis zu seiner Emeritierung 1995 lehrte. 1969/70 wirkte Rabe als Dekan der Philosophischen Fakultät, 1971/72 und wieder 1979–1981 als Prorektor der Universität Konstanz.
Seit 1969 leitete Rabe das Forschungsprojekt Politische Korrespondenz Kaiser Karls V., in dessen Rahmen bis zum Jahr 2000 über 120.000 Schreiben an oder von Karl V. ermittelt, in der Universitätsbibliothek Konstanz in Fotokopie gesammelt und über die Online-Datenbank POLKAweb zugänglich gemacht wurden. Rabes Gesamtdarstellung Deutsche Geschichte 1500–1600. Das Jahrhundert der Glaubensspaltung würdigte Thomas Kaufmann als „umfänglichste und vielleicht beste Darstellung der deutschen Geschichte des Reformationszeitalters im 20. Jahrhundert“.
1958 heiratete Horst Rabe Rena Margarete Brückel. Aus der Ehe gingen zwei Söhne hervor. 

## Schriften (Auswahl)
- Naturrecht und Kirche bei Samuel von Pufendorf. Eine Untersuchung der naturrechtlichen Einflüsse auf den Kirchenbegriff Pufendorfs als Studie zur Entstehung des modernen Denkens. Fabian, Tübingen 1958 (Digitalisat).
- Der Rat der niederschwäbischen Reichsstädte. Rechtsgeschichtliche Untersuchungen über die Ratsverfassung der Reichsstädte Niederschwabens bis zum Ausgang der Zunftbewegungen im Rahmen der oberdeutschen Reichs- und Bischofsstädte. Böhlau, Köln/Graz 1966.
- Reichsbund und Interim. Die Verfassungs- und Religionspolitik Karls V. und der Reichstag von Augsburg 1547/1548. Böhlau, Köln/Wien 1971.
- Deutsche Geschichte 1500–1600. Das Jahrhundert der Glaubensspaltung. C. H. Beck, München 1991, ISBN 3-406-35501-3.
- als Herausgeber: Karl V. Politik und politisches System. Berichte und Studien aus der Arbeit an der politischen Korrespondenz des Kaisers. UKV Verlag, Konstanz 1996.